# Auguste Morel (aviateur)
Pour les articles homonymes, voir Morel.
Ne doit pas être confondu avec Auguste Morel (musicien).
Auguste Charles Morel, né le 9 mai 1921 à Fontaine (Isère) et mort le 15 juin 1974 à Paris 16e arrondissement, était un aviateur français. Il est célèbre pour avoir été le premier et le seul pilote d'essai du Snecma C-450 Coléoptère, avant l'abandon du projet.